# Terre d'ombre
Pour les articles homonymes, voir ombre (homonymie).

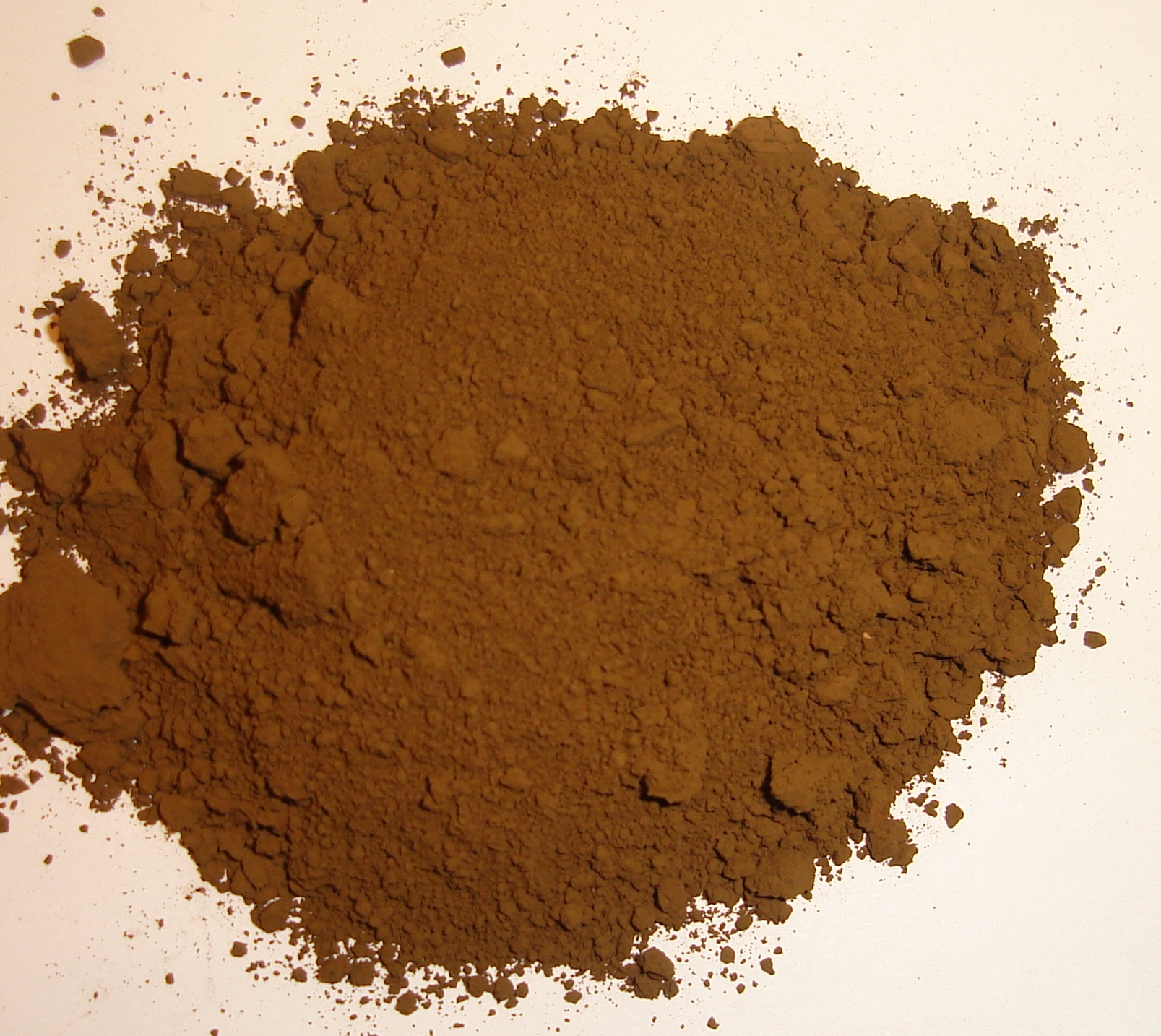
Terre d'ombre naturelle

La terre d'ombre, ou ombre, est un pigment naturel, qu'on peut assimiler à une ocre qui possèderait un pourcentage élevé de dioxyde de manganèse en plus de l'oxyde de fer (PRV3). Dans le Colour Index, elle est classée PBr7, avec la terre de Sienne. Comme pour ces autres terres et pour les couleurs de Mars, la calcination lui donne une teinte plus rougeâtre.
L'origine du nom de la terre d'ombre est incertaine. Wattin écrit en 1776 qu'il vient de son usage pour peindre les ombres; en 1855 le chimiste Lefort estime qu'il se réfère à l'Ombrie, région d'Italie d'où ce pigment fut extrait avant d'être importé de Chypre. Béguin faisant remarquer qu'en italien, on dit « terra d'ombra » et non « terra d'Umbria », et qu'on écrit ombre sans majuscule, suit Watin, mais le Vocabulaire typologique et technique de la peinture estime que cette hypothèse « n'est guère recevable ». 
L'oxyde de manganèse contenu dans la terre d'ombre lui donne, en peinture à l'huile, des propriétés siccatives. Il tend, sous l'action des gaz atmosphériques, à produire des sels foncés « qui envahissent progressivement tout le tableau ».

## Nuanciers
Le nuancier ISCC présente 77 Raw Umber78 Raw Umber, 58 Burnt Umber46 Burnt Umber.
Le  nuancier RAL indique RAL 7022 Gris terre d'ombre.
Dans les nuanciers commerciaux, on trouve, chez les marchands de couleur : 048 ombre naturelle claire, 049 terre d'ombre, 548 ombre naturelle, 549 ombre brûlée, 842 ombre naturelle 10%, 842 ombre naturelle 50%, 032 terre d'ombre, 082 ombre brûlée, 247 raw umber, 223 burnt umber , etc. ; et en fil à broder 642 Gris terre d'ombre.